# Otto Ites
Otto Ites (ur. 5 lutego 1918, zm. 2 lutego 1982) – niemiecki oficer marynarki, podczas II wojny światowej oficer wachtowy (WO) okrętu podwodnego U-48, następnie dowódca U-146 oraz U-94. Odbył 9 patroli bojowych na U-48 na stanowisku 2. oficera (2WO), zaś po opuszczeniu tej jednostki przez Teddy'ego Suhrena objął po nim funkcję 1 oficera (1WO), pełniąc którą odbył dwa patrole – znacząco przyczyniając się do ogólnego sukcesu tego okrętu. W charakterze dowódcy U-146, przeprowadził dwa patrole wojenne, podczas których zatopił jeden statek o tonażu 3496 BRT. 27 sierpnia 1941 roku objął dowództwo U-94, na którym przeprowadził 5 patroli zakończonych zatopieniem 14 jednostek o łącznym tonażu 73 394 BRT.
Podczas ostatniego patrolu, 28 sierpnia 1942 roku, dowodzony przez niego okręt został zbombardowany przez samolot, a następnie staranowany przez kanadyjską korwetę HMCS „Oakville”, zaś załoga wraz ze swoim dowódcą została wzięta do niewoli, w której Otto Ites pozostawał do 1 maja 1946 roku. Po powrocie do Niemiec, ukończył studia i rozpoczął pracę w zawodzie stomatologa, zaś w roku 1956 wstąpił do Bundesmarine i ponownie rozpoczął służbę w marynarce, w charakterze dowódcy ex-amerykańskiego niszczyciela „Zerstörer 2”. W roku 1977 przeszedł na emeryturę w stopniu kontradmirała.